# 플리머스 식민지

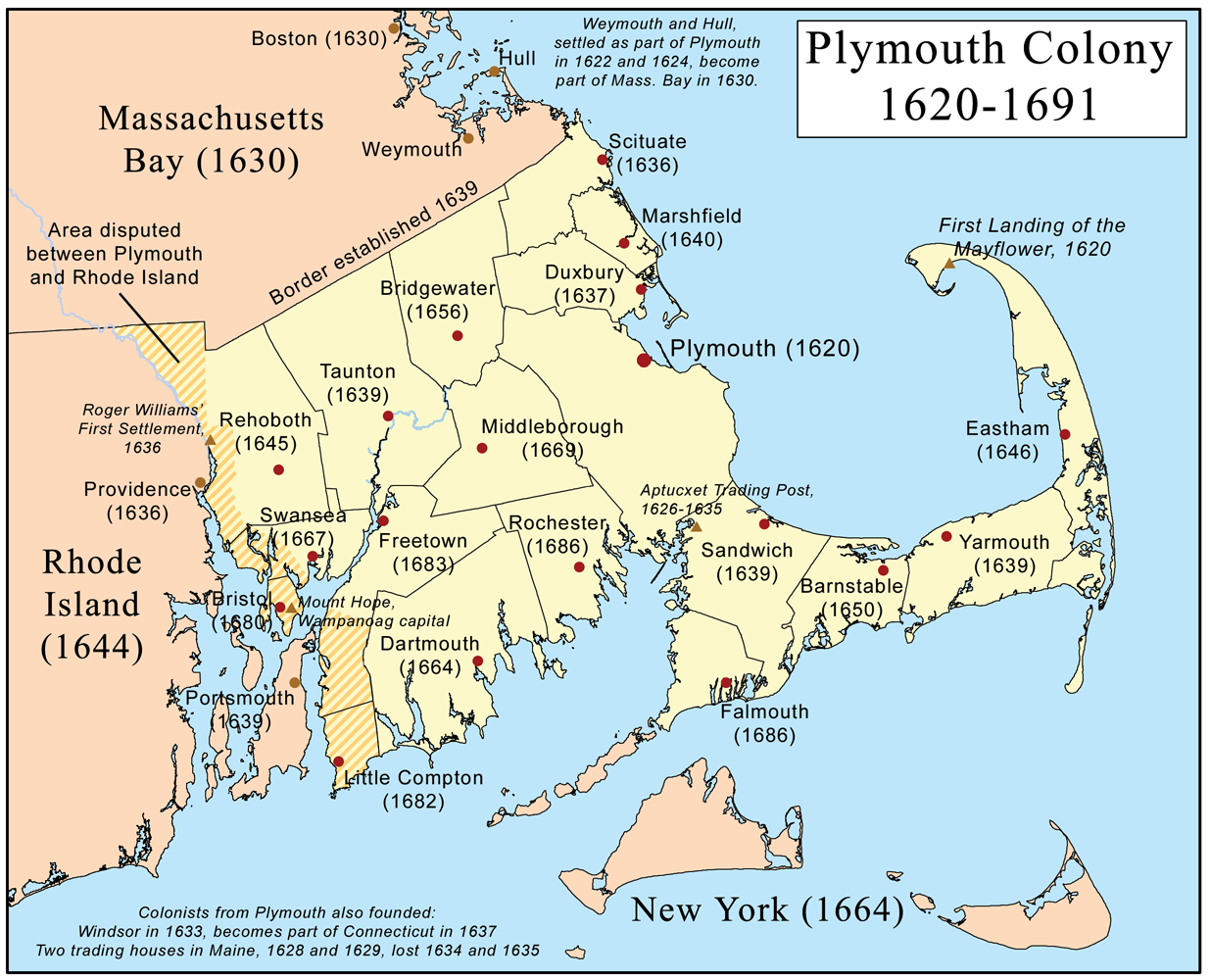
플리머스 식민지 지도

플리머스 식민지(Plymouth Colony, New Plymouth, The Old Colony)는 1620년부터 1691년까지 북아메리카에 개척된 잉글랜드 식민지의 선구 지역이다. 최초의 정착촌은 존 스미스 선장에 의해 사전 탐사되어 이름지어진 뉴플리머스였다. 이 개척지는 식민지의 수도가 되었고, 현재는 매사추세츠주 플리머스가 되었다. 그 전성기에는 현재 매사추세츠주 남동부의 대부분을 영유하고 있었다.
플리머스 식민지는 나중에 필그림 파더스로 알려지게 된 종교 분리파에 의해 설립되었으며, 버지니아 식민지의 제임스타운과 함께 북미 지역에서 설립된 초기의 잉글랜드 식민지이며, 뉴잉글랜드 지역에서는 최초로 상당한 규모의 영구 개척지가 되었다. 인디언의 스콴토의 도움을 받아 식민지의 성공을 보증해 준 마사소이트 추장과 조약을 맺을 수 있었다. 플리머스 식민지는 인디언과 가장 초기의 유혈 전쟁이 된 필립 왕 전쟁에서 중심적인 역할을 했다. 이후 플리머스 식민지는 매사추세츠 만 식민지와 합병되었다.
플리머스 식민지는 미국 역사에서 특별한 역할을 했다. 식민지 사회의 법적 체계는 시민의 믿음에 짜여졌으며 식민지의 많은 사람들과, 또 그것을 둘러싼 사건은 미국의 신화가 된 추수감사절과 더불어 북아메리카의 전통이 된 플리머스 바위이라는 기념비를 낳았다. 플리머스 식민지는 비교적 단기간에 소멸되었지만, 오늘도 "아메리카"라고 부르는 것의 중요한 상징이 되어 왔다.

## 역사

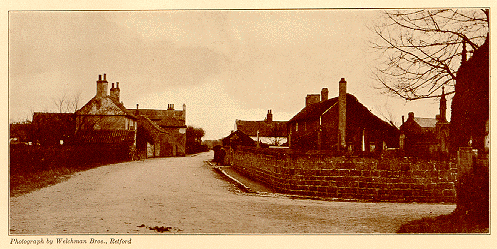
1607년까지 세인츠의 고향이었던 스크루비 마을, 잉글랜드, 1911년경

### 배경
플리머스 식민지는 나중에 필그림으로 알려지게 된 무리의 사람들에 의해 개척되었다. 그 집단은 40%가 성인이었고, 56%가 가족의 일원이었다. 특히 존 로빈슨 목사, 성직자 윌리엄 브루스터, 및 윌리엄 브래드퍼드가 선두에 섰던 종교 분리파 신도의 일부였다. 잉글랜드 노팅엄셔 스크루비 마을에 있을 때, 성도들은 종교적 박해의 압력을 느끼게 되었다. 1604년의 햄프턴 회의에서 영국의 왕 제임스 1세는 청교도와 개신교 분리파를 바람직하지 않은 것으로 선언하고, 1607년 요크 대주교는 몇 사람의 신도의 집을 습격하여 감옥에 수감했다. 이 때문에 신도들은 1609년 잉글랜드를 떠나 네덜란드로 이동하여, 처음은 암스테르담, 그 다음에는 레이던에 정착했다.
레이던에서 신도들은 그 선택한 상태로 신앙의 자유를 맛보았지만, 네덜란드 사회는 이 이민족에 친숙해 질 수 없는 것이었다. 스쿠루비 마을은 농업을 기반으로 지역 사회이고, 레이던은 산업이 활발한 중심지이며, 필그림은 삶의 속도를 따라가는 데 버거워 했다. 또한 성도 사회는 강한 연대감으로 이어져 있었지만, 아이들은 네덜란드의 관습과 언어에 익숙해지기 시작했다. 필그림은 이때도 잉글랜드 왕실의 박해를 받지는 않았다. 그러나 1618년 윌리엄 브루스터가 잉글랜드 왕과 잉글랜드 성공회를 강하게 비판하는 문서를 간행하여, 잉글랜드 당국은 브루스터를 체포하기 위해 레이던에 왔다. 브루스터는 체포를 모면했지만, 이 사건은 신도들에게 잉글랜드에서 더 떨어진 곳으로 이동해야한다는 동기를 주었다.
1619년 6월, 필그림은 런던 버지니아 회사에서 허드슨강 하구에 정착하는 권한을 부여하는 토지권리증서를 얻었다. 다음 식민지 건설이 그 종교를 전파하는 도움이 되는 연결수단으로 생각하고 청교도 실업 집단인 머천트 어드벤처러스를 통해 이민을 위한 기금을 모았다. 미국에 도착했을 때, 필그림은 빚을 지불하기 위하여 일하기 시작했다.
머천트 어드벤처러스에서 모금한 기금을 바탕으로 필그림은 식량을 구입하고 두 척의 선박 《메이플라워 호》와 《스피드웰 호》의 운임을 지불했다. 1620년 느긋하게 출발하려고 했지만, 항해 계획을 변경하거나 자금 문제를 비롯하여, 머천트 어드벤처러스 사이에 해결되어야 할 문제들이 터져 나왔기 때문에 항해는 몇 개월이 연기되었다. 필그림이 네덜란드 델프스하븐 항구에서 스피드웰 호로 출발한 때는 1620년 7월이었다.

### 메이플라워호의 항해
메이플라워 호는 스피드웰 호와 합류하기 위해 영국의 사우스햄턴에 기항하여 식량과 다른 승객들을 태웠다. 사우스햄튼에서 일행에 참가했던 승객 중에는 일년의 내내 숨어 지내야 했던 윌리엄 브루스터를 포함한 몇 명의 필그림과 필그림들에게 "이방인"라고 볼 수 한 무리의 사람들이 있었다. 이 후자의 집단의 대다수는 머천트 어드벤처러스 모집에 응시한 이들로 식민지 통치를 실시함과 동시에, 식민지를 시작하는 추가적인 인력으로 자리 매김했다. 이방인의 중에는 식민지의 군사 지도자가 될 ‘마일즈 스탠디쉬’, 대서양 항해 중인 지휘자가 되는 머천트 어드벤처러스에 임명되었던 ‘크리스토퍼 마틴’, 그리고 윌리엄 셰익스피어의 "템페스트"의 모델이 되기도 했던 식민지 경영에 실패한 경험이 있는 ‘스테판 홉킨스’가 있었다.

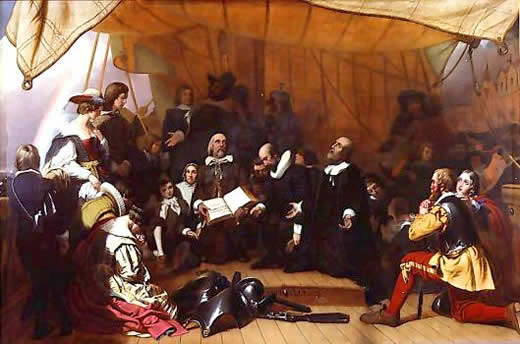
필그림의 출발

메이플라워 호와 스피드웰 호의 미국 출발은 계속 지연되었다. 머천트 어드벤처러스와 의견 불일치로 사우스햄턴에서 잠시 머물렀다. 총인원 120명의 승객들은 메이플라워 호에 90명, 스피드웰 호에 30명이 나눠타고 8월 15일 드디어 출항했다. 사우스햄턴을 출발했지만, 스피드웰 호에 심각한 누수가 발생하여 즉시 다트머스에 귀항할 필요가 생겼다. 수리가 완료되었지만, 순풍을 얻지 못해 항해는 또 한차례 지연되었다. 두 척의 배는 랜즈 엔드 곶을 지나서 200마일도 가지 못해 스피드웰 호에 다시 누수가 발생하여, 잉글랜드의 플리머스 항구로 가야 했다. 스피드웰 호가 항해에 견딜 수 없다고 판단하여, 이민을 포기한 사람도 있었지만, 나머지는 메이플라워 호로 갈아 탔으며, 이미 적재량이 많았던 선박이 더욱 혼잡하게 되었다. 그 후 스피드웰 호의 선장이 믿을 수 없는 대서양 횡단 항해를 피하기 위해 의도적으로 파업을 했다고 한다는 풍문이 퍼졌다.
메이플라워 호는 102명의 이민자를 태우고 1620년 9월 6일 플리머스를 출항했다. 함께 가기로 한 스피드웰 호 없이 허드슨강 하구에 이주하는 것을 인정한 토지증서를 가지고 새로운 세계로 출발했다. 도중에 강한 서풍을 만났고, 멕시코 만류의 영향으로 항해는 2개월이 소요되었다. 11월 9일, 케이프 해안에서 육지를 발견했다. 메이플라워 호는 지정된 허드슨강 하구의 위치에 도착하기 위하여 남쪽으로 향하려고 했으나 케이프코드와 낸터컷 섬 사이의 얕은 물, 포락크리프 해역에서 장애가 일어났다. 겨울에 다가오는 시기이며, 식량도 위험수위까지 바닥을 드러낸 상황이었기 때문에, 승객은 북쪽으로 돌아와 당초 상륙 계획을 포기하기로 결정했다.

### 탐험과 개척

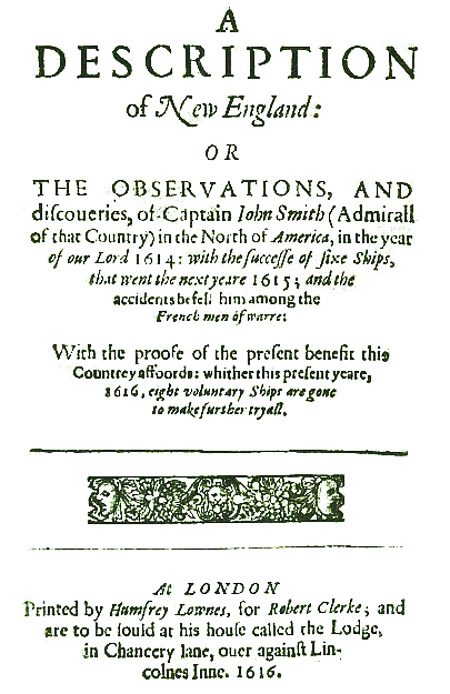
존 스미스 선장이 1616년 펴낸 A Description of New England의 표지 페이지, 첫 텍스트에서 "New Plymouth"라는 이름을 사용하고 있다

필그림이 이 지역에 등장한 지역 최초의 인간은 아니었다. 그 지역 고유의 인디언 이외에도 유럽 사람에 의한 1세기에 가까운 탐사, 어로 및 개척의 역사가 있었다. 존 캐벗이 1497년에 뉴펀들랜드를 발견하고, 영국은 북아메리카의 동쪽 해안에 광대한 영유권을 주장하게 되었다. 뉴잉글랜드 초기의 지도 중 하나는 1540년 무렵, 지도 제작자 자코모 가스타루디가 제작한 것으로, 케이프 브리턴 아일랜드를 나라간셋트 만과 오인하고 있었다. 이 잘못된 뉴잉글랜드 해안의 대부분이 사라졌다. 유럽 어부는 이미 16세기부터 17세기의 대부분을 뉴잉글랜드 해안에서 조업하고 있었다.
프랑스인 사뮈엘 드 샹플랭은 1605년 이 지역을 탐사했다. 특히 플리머스 항구를 탐사하여 "세인트 항구"로 이름을 지었고, 거기에 주변의 토지의 광범위하고 상세한 지도를 작성했다. 샹쁠랭은 플리머스 도시가 건설될 인디언 마을, 파두셋은 번영할 거주지로 기록했다. 그러나 메이플라워 호가 도착하기 전인 1617-1619년까지 영국 어부에 의해 이 지역에 확산된 전염성 질병이 매사추세츠 해안을 따라 파두셋을 포함한 이 지역 인디언을 90%까지 멸종시키고 있었다. 일반적으로 천연두로 알려졌지만, 최근의 연구조사에서는 렙토스피라병으로 결론이 나왔다.
필그림의 정착에 대해 반대하는 토종 인디언들의 반대가 없었던 것은 미국에서의 그들의 성공과 영국의 식민지 개척에 중요한 사건이었다.
팝햄 식민지, 또는 세인트 조지 요새는 플리머스 회사(플리머스 식민지와는 관계 없음)에 의해 조직되어 1607년에 개설되어 있었다. 현재 메인주 해안에 건설된 이 식민지는 내부의 정치적인 투쟁이나 질병, 가혹한 기후로 고통받고 있었다. 이 식민지는 1608년에 버려지게 된다.
제임스타운에 이름을 올렸던 존 스미스 선장은 플리머스 식민지 근처를 1614년 탐사하고 뉴잉글랜드라는 이름을 붙였다고 전해져 온다. 스미스는 인디언들의 말을 기록하여 많은 지명을 붙였다. 필그림이 처음 정착하는 장소는 스미스에 의해 처음에는 ‘아코맥’이라고 불렸다. 잉글랜드의 왕 제임스 1세의 아들, 당시 황태자였던 찰스 1세와 상담을 하여, 스미스는 아코맥을 뉴플리머스로 바꾸었다. 1616년 스미스가 간행한 지도 "뉴잉글랜드 해설"(A Description of New England)에서는 "뉴 플리머스"(New Plimouth 한 글자가 다름)라고 쓰여져 있다.
메이플라워 호의 정착민들은 먼저 케이프코드를 탐사했을 때, 백인이 이전에 그곳에서 많은 시간을 보냈던 증거를 우연히 얻었다. 백인의 성채 흔적을 발견하고 무덤을 파보니 백인 성인 남성과 인디언 아이의 유골이 있었다.

### 프라빈스타운과 플리머스에 상륙

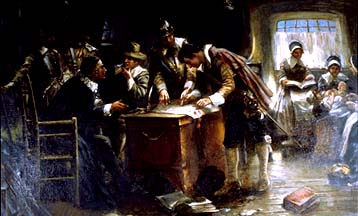
메이플라워 서약의 서명 (1900경), 에드워드 퍼시 모란

메이플라워 호는 1620년 11월 11일에 프라빈스타운 항구에 닻을 내렸다. 필그림들은 그 지역을 개척하는 권리를 얻지 못했기 때문에, 승객들은 상륙할 권리를 의심하기 시작했다. 그들은 그곳이 식민지를 설립할 법적 권리가 없다고 불평했다. 이에 따라, 아직 해상에 있는 선박에 머물고 있던 이민자들이 식민지를 통치하기 위한 최초의 문서 《메이플라워 서약》의 틀을 비준했다. 이 의도는 식민지를 통치하는 방법을 설정하기 위한 것이었다. 그것은 식민지가 영국 도시처럼 지배되는 것을 확인한 것에 지나지 않았지만, 많은 이민자의 걱정을 안심시킬 목적으로 작성된 것이었다.
다음날이 일요일이었기 때문에 필그림은 선내에 남아 예배를 올렸다. 11월 13일, 이민자들은 이후 프라빈스타운이라는 땅에 첫 걸음을 내디뎠다. 최초의 일은 샤롭으로 불리는 바닥이 얕은 작은 배를 조립하는 것이었다. 이 배는 영국에서 제작되어 메이플라워 호로 옮겨 싣기 위해 분해되어 있었다. 메이플라워 호가 영국으로 돌아간 후에는 그 배와 필그림만 남게 되었다. 11월 15일, 마일즈 스탠디쉬 대장은 16명의 부대를 구성해 탐사를 했고, 그 도중에 인디언의 무덤을 파헤졌고, 또한 인디언 옥수수 매장소를 찾아냈다. 샤롭은 11월 27일 완성되었고, 이것을 이용하여 메이플라워 호 선장의 크리스토퍼 존스의 지휘로 2차 탐사가 행해졌다. 34명이 동행했는데, 이 작전은 악천후에 시달렸다. 향후 전망을 고려해 평가된 곳은 첫 번째로 발견했던 옥수수 매장지를 다시 찾아 식민지로 돌아온 것이었다. 케이프코드의 세 번째 탐험은 12월 6일 출발했다. 이 때, 현재의 이스탐 근처에서 "첫 만남"으로 알려진 땅주인 인디언과 약간의 충돌이 있었다. 필그림은 알맞은 정착촌의 확보가 어려웠고, 인디언 옥수수를 훔친 후에 무기를 겨냥해 화나게 했다는 것을 우려하여, 메이플라워 호 프라빈스타운에서 떨어진 플리머스 항구로 향했다.
이민자들은 12월 17일 플리머스 항구에 닻을 내리고 정착지를 찾아 3일간을 보냈다. 그 중 몇 곳이 클락스 섬과 존스 강 하구의 땅으로 제외하고, 나중에 파두셋 인디언이 최근 포기했던 위치를 선택했다. 이 위치를 선택한 것은 방어에 적합한 곳이었기 때문이다. 개척지는 두 개의 언덕을 중심으로 했다. 코울 힐에 취락이 건설되고 포트 힐은 방어를 위해 대포를 배치했다. 이 위치를 선택한 또 다른 중요한 이유는 이전의 인디언 마을이 땅의 대부분을 개척하고, 농사가 비교적 쉬웠기 때문이다. 그 전설을 입증하는 증거는 전혀 없지만, 플리머스 록 개척자들이 새 고향에 처음 발을 디딘 곳이라고 되어 있다.

### 첫 겨울

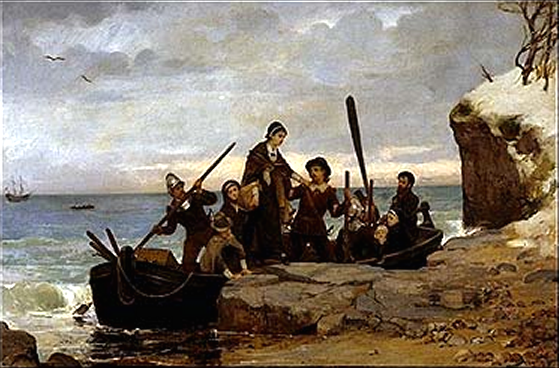
"필그림의 상륙" (1877) by 헨리 A. 베이컨

12월 21일, 최초의 상륙 부대가 플리머스 개척지가 되는 장소에 도착했다. 그러나 곧바로 집을 지으려는 계획은 궂은 날씨 때문에 12월 23일까지 연기되었다. 건설이 시작되면서 항상 20명의 남자가 해안에 남아 안전을 확보하고 다른 일꾼들도 저녁에는 메이플라워 호를 돌려보냈다. 여성과 어린이 노약자는 배 안에 남아 있었다. 많은 사람이 6개월 동안 배를 떠날 수 없었다. 첫 번째 건물은 "공유 건물"로, 버들가지와 진흙으로 만든 가옥이었다. 뉴잉글랜드 엄동설한의 현장에서 완성까지 2주가 걸렸다. 그 다음 몇 주 동안 개척지의 나머지가 조금씩 모습을 드러냈다. 주거와 작업장은 코울 힐의 비교적 평평한 정상부에 건설되었고 인접한 포트 힐에서 개척지를 보호하게 된 대포를 지원하기 위하여 목제 플랫폼이 세워졌다. 이때 건강한 남자들의 대부분이 쇠약하여 일할 수 없게 되고, 질병으로 죽는 사람도 있었다. 계획하고 있던 19 가구 주택 중 일곱 가구와 공유 건물 4호가 첫 번째 겨울 동안에 완성되었다.
1월 말까지, 정착에 필요한 건축 공장이 지어졌기 때문에, 메이플라워 호에서 식량 적재 도매업을 시작했다. 2월 중순 인디언과 몇 번의 강렬한 만남 이후 개척지 남자 주인이 군대 조직을 만들었다. 마일즈 스탠디쉬가 지휘관으로 임명되었다. 2월 말에 5문의 대포가 포트 힐의 방어 거점에 자리를 잡았다. 존 카버가 마틴 지사를 대신하여 지사로 선정됐다.
1621년 3월 16일, 인디언과 첫 공식 접촉이 일어났다. 현재 메인주 페마퀴드 포인트 출신인 사모셋이라는 이름의 인디언이 대담하게 개척지로 걸어 와서 "저기, 영국인"("Welcome, Englishmen!")라고 외쳤다. 사모셋은 메인 해안에서 조업하고 있던 어부에게서 영어를 배웠기 때문에, 이 지역의 역사와 지리를 간략하게 소개했다. 파두셋 인디언 마을의 이전 주민들이 아마도 천연두로 의심되는 전염병으로 죽었다는 것을 알았던 것도 이 만남을 통해서였다. 이 지역의 최고 지도자가 왐파노아그 족의 추장 마사소이트라는 것도 이때 알게 되었다. 또한 파두셋 출신으로 매사추세츠 족의 이름은 ‘티스콴텀’으로 알려진 ‘스콴토’의 존재도 알게 되었다. 스콴토는 유럽에 체류했던 적이 있고 영어를 유창하게 말했다. 사모셋은 밤을 플리머스 보냈고 마사소이트 남자들과 모임 주선을 약속했다.
마사소이트와 스콴토는 필그림들을 걱정하고 있었다. 마사소이트가 처음 영국인을 만났을 때, 몇 사람의 부족 남자가 영국 선원들의 이유없는 공격으로 죽었다. 필그림이 옥수수 매장지의 물건을 훔치고 무덤을 파헤친 것도 알고 있었다. 스콴토는 1614년 영국 탐험가 토마스 헌트에 끌려가 처음에는 스페인인 성직들의 노예로 살았으며, 이어 영국과 유럽에서 5년을 보냈다. 1619년 탐험가 페르디난드 고루쥬의 안내인으로 뉴잉글랜드에 돌아왔다가 마사소이트와 그 부하가 배의 승무원을 몰살하고 스콴토를 되찾았다.
사모셋은 3월 22일에 스콴토를 데리고, 마사소이트의 특사로 플리머스에 돌아왔다. 마사소이트 자신도 그 후 곧 참가했다. 선물 교환 후 마사소이트와 마틴 지사는 공식적인 평화 협정을 맺었다. 이 조약에는 서로 상대방에게 해를 끼치지 않을 것을 포함하고 있었으며, 마사소이트는 그 동맹이 플리머스와 평화적인 협상을 하도록 사신을 보내 전쟁이 발생하면 서로 협력하여 싸우는 조항이 담겨 있었다.
4월 5일, 플리머스 항구에 거의 4개월을 정박 상태에 있던 메이플라워 호가 영국으로 돌아갔다. 첫 겨울에 102명의 승객 중 절반 가까이가 죽었다. 윌리엄 브래드퍼드는 "이 처음 배를 타고 함께 온 100명 가운데 반수가 죽음을 면치 못했다. 많은 이들이 2, 3개월 이내에 죽었다."라고 기록했다 코울 힐에 묻혔던 몇 개의 무덤이 1855년 발굴되어, 그 유해는 플리머스 록의 가까이에 이장되었다.

### 첫 추수감사절

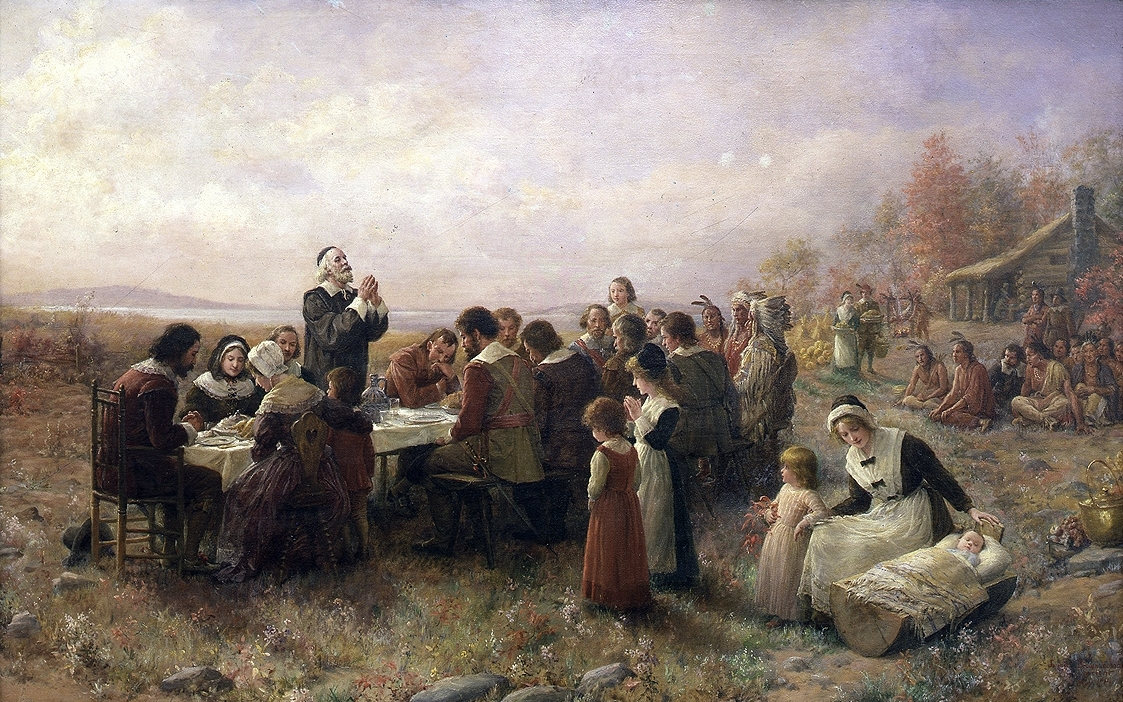
"플리머스에서의 최초의 추수감사절" (1914) By 제니 A. 브라운즈콤브

1621년 늦은 가을 축제는 나중에 "최초의 추수감사절"로 알려지게 되었지만, 그것은 필그림도 알지 못하는 것이었다. 필그림에게 감사절로 알려진 축제는 신도의 행운을 위해 감사의 예배를 올리는 경건한 의식이었다. 필그림이 최초의 감사절로 불렀던 것은 1623년 일이었다. 이 때, 새로운 이민과 물자가 도착한다는 소식이 왔을 때의 반응이었다. 이 사건은 7월 경에 일어난 하루 종일 기도와 예배를 올린 그리고 자그마한 잔치였다.
미국은 이 사건을 기념하여 매년 11월말에 더 적합한 단어인 "추수감사절"로 경축하고 있다. 축제는 1621년 10월 초에 개최되며 살아남은 필그림 51명과 마사소이트의 무리 90명과 함께 경축하였다. 이 행사에 관한 두 개의 당시의 자료가 남아있다. 윌리엄 브래드퍼드의 《플리머스 플랜테이션에 대해》(Of Plimoth Plantation)와 에드워드 윈슬로우 의한 《원격 관계》(Mourt's Relation)이다. 축제는 3일간 계속되었고, 많은 종류의 물새, 야생 칠면조와 생선과 인디언이 가져온 다섯 마리의 사슴이 축제에 사용되었다.

### 인디언과의 관계
마사소이트와 그 일행이 간 후 스콴토는 플리머스에 남아 뉴잉글랜드에서 살아남는 방법을 필그림에게 가르쳤다. 예를 들어 죽은 물고기를 사용하여 대지에 비료를 주는 것 등이다. 메이플라워 호가 떠나고 나서 얼마 지나지 않아 카버 지사가 갑자기 세상을 떠났다. 윌리엄 브래드퍼드가 그 후계자로 선정되어 식민지의 성장기 대부분을 이끌어 나가게 되었다.
마사소이트가 약속한대로, 많은 인디언이 1621년 중반에 플리머스를 방문해 평화를 맹세했다. 7월 2일, 필그림 한 무리가 에드워드 윈슬로우의 인솔로 추장과 협상을 계속하기 위하여 출발했다. 이 가운데는 통역으로 스콴토도 포함되어 있었다. 며칠의 이동 후, 일행은 마사소이트의 본거지인 나라간셋트 만에 가까운 소왐즈 마을에 도착했다. 식사와 선물을 교환한 후 마사소이트는 영국인과 독점 교역 맹약을 맺도록 동의하고 이 지역에 빈번히 나타나 교역을 하고 있던 프랑스인을 배제하였다. 스콴토는 일행 떨어져 그 부근을 배회하고 몇 부족과 교역 관계를 쌓아 갔다.
7월 말 존 빌링턴이라는 이름의 소년이 개척지 주변의 숲에서 잠시 실종되었다. 소년은 나우세트 부족에게 발견된 것으로 기록돼 있다. 나우세트 부족은 필그림이 전 해의 첫 탐사 중 옥수수 씨를 훔친 케이프코드 지역의 인디언과 동족이었다. 영국인은 빌링턴을 플리머스에 되돌려 받을 위하여 임무를 편성했다. 필그림은 소년을 돌려받는 대신에 훔친 옥수수를 나우세트 족에게 배상하기로 했다. 이 협상은 그 지역의 인디언과의 평화를 확보하는데도 많은 도움이 되었다.
존 빌링턴의 석방에 관하여 나우세트 족과 협상하고 있는 동안에, 필그림은 마사소이트가 경험하고 있는 문제를 알았다. 마사소이트와 스콴토 그리고 몇 명의 왐파노아그 족이 나라간셋트 족의 추장인 코비탄트에게 잡혀 있었다. 마일즈 스탠디쉬를 지도자로 하는 10명의 부대가 편성되고 코비탄트를 찾아 처형하기 위해 출발했다. 코비탄트를 찾고 있는 동안 스콴토가 달아났고 마사소이트도 권력을 회복한 것으로 나타났다. 스탠디쉬의 부대에 의해 몇 명의 인디언이 부상을 당했고, 플리머스에서 치료를 받았다. 스탠디쉬 부대는 코비탄트를 잡는 데는 실패했지만, 힘을 보여주었기 때문에 필그림에 대한 존경을 받았으며, 그 결과 이 지역에서 힘을 가지고 있는 추장의 9명이, 이 중에는 마사소이트와 코비탄트도 포함되어 있었지만, 제임스 국왕에 대한 충성을 맹세 조약에 9월에 서명했다.
1622년 5월, 《스패로우 호》라는 배가 이 지역에서 새로운 개척지를 찾을 때 머천트 어드벤처러스에서 파견된 일곱명의 남자들을 데리고 왔다. 이어 두 척의 배가 이어서 60명의 남성 개척자를 옮겨왔다. 그들은 7월과 8월을 플리머스에 보낸 후, 북쪽으로 오늘날 웨이마우스라고 부르는 곳에 정착을 위해 떠났고, 그들은 그곳을 정착하여 웨사구셋이라고 불렀다. 웨사구셋의 개척지는 단명으로 끝났지만, 현지 인디언과 영국인 간의 정치적 관계를 극적으로 변화시키는 사건을 일으키게 되었다. 웨사구셋에 무력에 의한 위협이 있다는 보고를 받고, 마일즈 스탠디쉬는 웨사구셋을 지키기 위한 민병대를 조직했다. 그러나 스탠디쉬는 아무 공격도 받지 않았기 때문에 선제공격을 하기로 했다. 사학자 나다니엘 필브릭에 의해 "스탠디쉬의 습격"으로 불리는 이 사건으로 스탠디쉬는 매사추세츠 족의 뛰어난 두 명의 군사 지도자, 식사를 함께 협상을 한다는 명목으로 웨사구셋의 본거지에서 꾀어내려 했다. 스탠디쉬 부대는 아무런 의심도 갖고 있지 않은 두 명의 인디언을 칼로 찔러서 살해했다. 오부타키스트라는 그곳의 추장과 부하들이 스탠디쉬 부대에 추적을 당했지만, 웨사구셋에서 잡은 세 명의 영국인 포로와 함께 도망쳐 버렸고, 그들 포로는 이후 처형되었다. 짧은 시간 동안에 웨사구셋은 버려졌고, 남은 사람은 플리머스의 도시에 합류했다.
스탠디쉬 공격에 관하여 인디언 사이에 소문이 바로 퍼졌다. 많은 인디언은 그 마을을 버리고 도망쳤다. "스탠디쉬의 습격은 돌이킬 수 없을 정도로 그 지역의 인간 생태를 손상시켰다. ... 새로운 평형 상태가 등장하기까지는 약간의 시간이 걸렸다"라고 필브릭은 적고 있다. 에드워드 윈슬로우는 1624년 회고록에서 〈뉴잉글랜드에서 온 좋은 소식〉(Good News from New England)에서 다음과 같이 기록하고 있다
| “ | 그들 (인디언)은 그 집을 포기하고 산란한 사람 같이 여기저기 뛰어다녔으며, 습지와 황무지에 살고 있는 다양한 질병이 유행하여, 대부분이 죽었다. | ” |

현지 부족에서 공급받던 모피 교역 수단을 잃은 필그림은 머천트 어드벤처러스에게 빌린 부채를 탕감할 수 있는 수입원을 잃었다. 스탠디쉬 공격으로 지역에서의 입지가 강화되기보다는 오히려 식민지에 비참한 결과를 가져왔다. 윌리엄 브래드퍼드는 머천트 어드벤처러스에게 보낸 편지에 다음과 같이 적고 있다 "우리는 교역에 큰 타격을 받았다. 우리가 모피를 얻었던 인디언이 그 주택에서 도망했기 때문이다." 스탠디쉬의 공격에 의한 유일한 양극 효과라고 하면, 필그림이 가깝게 동맹을 맺고 있었던 마사소이트가 이끄는 왐파노아그 족의 힘을 증대시킨 것이었다.

### 플리머스의 성장
1621년 11월 필그림이 뉴잉글랜드에 첫 걸음을 디딘 이후로 약 1년 후에 머천트 어드벤처러스가 보낸 두 번째 배가 도착했다. 《포춘 호》라는 이름의 배에는 37명의 새로운 개척자가 타고 있었다. 그러나 불시에 배가 도착했고, 많은 보급 물자도 없었기 때문에, 개척자가 늘어난 것은 식민지의 자원에 왜곡을 초래하게 되었다. 포춘 호의 승객 중에는 원래 레이던으로 이주했던 신도 몇 사람 섞여 있었다. 윌리엄 브루스터의 아들 조나단, 에드워드 윈슬로우의 형제 존과 필립 델라노였다. ‘드 라 노이’는 나중에 성을 ‘델라노’로 바꾸었지만, 그 자손이 이후 미국 대통령이 된 프랭클린 델라노 루즈벨트였다. 포춘 호는 또한 머천트 어드벤처러스에서 편지도 전해왔다. 편지에는 그들이 지원한 것에 대해 약속했던 메이플라워 호에 실어 반환해야 상품이 없었다고 식민지를 비난하는 것이었다. 포춘 호는 500 파운드 가치의 상품을 싣고 영국으로 돌아갔다. 그것은 부채 상환만 아니라면, 식민지를 충분히 꾸릴 수 있는 물량 이상의 것이었다. 그러나 포춘 호는 영국에 짐을 내리기 전에 프랑스에 나포되어, 식민지에 더 큰 빚을 만들었다.
1623년 7월, 두 척의 배가 더 도착했고 새롭게 90명의 이주민을 옮겨왔다. 레이던 사람 중에는 윌리엄 브래드퍼드의 미래의 아내가 되는 앨리스도 포함되어 있었다. 정착민 중에는 변방에서의 생활에 적응하지 못하고, 이듬해 영국으로 돌아온 사람도 있었다.
1623년 9월에는 실패한 웨이마우스 식민지를 찾다가 돌아온 다른 정착민이 도착하여 잠시 플리머스에 머물렀다. 1624년 3월, 개척자 일부와 첫 암소가 도착했다. 1627년 목록에서 156명 식민지 사람이 13명씩 12단위로 나뉘어 각각 분배했다. 1629년 8월 메이플라워 호라는 이름의 다른 배가 레이던에서 신도 35명을 날라 왔다. 1629년부터 1630년에 도착한 배는 많은 승객을 수송했다. 정확한 숫자는 모르지만, 당시의 문서는 1630년 1월까지 식민지에 약 300여명이 있었다고 밝혔다. 1643년 식민지에는 군대에 복무하기에 적합한 남성이 600명 있었으며, 전체 인구는 약 2,000명 정도가 되어 있었다는 것을 보여주고 있다. 1690년, 식민지를 해산하던 날 밤, 가장 많은 플리머스 카운티 총 추계 인구는 3,055명이었다. 이 순간의 식민지 전체 인구는 약 7,000명 정도라고 추정할 수 있다. 비교를 위해 1630년부터 1640년 사이, 즉 청교도의 대 이주의 시대에 매사추세츠 만 식민지에만 2만명 이상의 개척자가 도착했을 것으로 추정된다. 또한, 1678년 뉴잉글랜드 전체 영국 인구는 6만명 정도였던 것으로 알려져 있다. 플리머스가 지역 최초의 식민지라는 사실에도 불구하고, 매사추세츠 만 식민지에 흡수될 즈음에는 플리머스가 훨씬 더 규모가 작았다.

### 군사적 역사

#### 마일즈 스탠디쉬
마일즈 스탠디쉬는 처음부터 플리머스 식민지의 군사 지도자였다. 스탠디쉬는 최초의 부대를 조직하여 뉴잉글랜드 프라빈스타운 항구에 도착했을 때는 케이프코드에서 탐험대를 이끌었다. 3차 탐험대 때도 스탠디쉬가 이끌고 있었는데, 처음 실전으로 스탠디쉬가 필그림 개척자 최초로 발포를 했다는 기록이 있다. 마지막으로 플리머스에 도착했을 때, 개척지 방어 배치를 결정한 것도 레이던 대학에서 군사공학에 관한 훈련을 쌓아온 스탠디쉬였다. 스탠디쉬는 첫 겨울인 2월에 움직일 수 있는 남자를 데리고 군대를 조직했다. 두 번째 겨울에는 개척지를 둘러싼 방어 울타리를 설계하고 건설 준비를 하도록 관여했다. 스탠디쉬는 초기에 두 번 인디언 마을에 대한 공습을 이끌었다. 하나는 반역을 꾸민 코비탄트를 찾아 처벌하는 것으로 작전은 실패했다. 또 하나는 "스탠디쉬의 습격"이라는 웨사구셋에서 참혹한 학살이었다. 처음에는 현지 인디언들의 존경을 이끌어낸 효과가 있었지만, 2차 때는 인디언에게 두려움을 줘서 기피를 받았을 뿐만 아니라 교역의 생계 수단마저 잃어버렸다.

#### 피쿼트 전쟁
뉴잉글랜드에서 최초의 전면전은 1637년의 피쿼트 전쟁이었다. 전쟁의 원인은 1632년으로 거슬러 올라간다. 현재 코네티컷주 하트포드 가까운 코네티컷 강 계곡의 지배권을 둘러싸고 네덜란드 모피 교역자와 플리머스 관리와 사이에 분쟁이 일어났다. 네덜란드 동인도 회사와 플리머스 식민지 쌍방 대표는 피쿼트 족의 토지를 정당하게 구입했다고 주장했다. 매사추세츠만 식민지와 플리머스 식민지 개척자가 그 지역에 들어가 있는 네덜란드인들을 이기려 했기 때문에, 일종의 토지 러시가 일어나고 있었다. 영국인 개척자의 유입은 피쿼트 족에게도 위협이었다. 이 지역의 또 다른 동맹인 나라간셋트 족과 모히칸 족은 전통적으로 피쿼트 족의 앙숙이어서 영국인의 편을 들었다. 공식적인 전쟁을 시작하게 된 사건은 1636년 존 올드햄 선장의 배 나포와 살인사건으로 이 사건은 피쿼트 족의 동맹에 겨냥한 비난이었다. 1637년 4월, 존 엔디콧에 의한 피쿼트 족 마을의 습격이 피쿼트 족 전사의 웨더스필드 타운에 보복 공격을 낳았고, 30명의 영국인 개척자가 죽었다. 이것이 또한 보복을 불렀고 존 언더 힐 선장, 존 메이슨 선장이 이끄는 습격으로 현재 미스틱 근처에 있던 피쿼트 족의 마을은 잿더미로 되었고, 300명의 피쿼트 족이 죽었다. 그러나 플리머스 식민지에는 실질적인 전투와는 거의 상관없었다.
피쿼트 전쟁에 이어 뉴잉글랜드 네 곳의 식민지, 매사추세츠만 식민지, 코네티컷 식민지, 뉴헤이븐 식민지와 플리머스 식민지가 뉴잉글랜드 식민지 연합이라는 방위 조약을 결성했다. 에드워드 윈슬로우는 이미 외교력으로 알려져 있었지만, 연합 식민지의 건설가가 되었다. 윈슬로가 레이던에 있던 때 네덜란드 공화국에서 쌓은 경험이 동맹을 만들기 위해 사용되었다. 존 애덤스는 이후 연합식민지가 연합규약의 원형이라고 생각했다. 연합규약은 미국 전체를 총괄하는 정부의 첫 번째 시도였다.

#### 필립 왕 전쟁

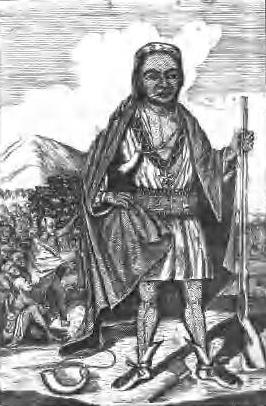
필립왕의 초상, by 폴 리비어, 1772년 벤자민 교회의 The Entertaining History of King Philip's War

필립 왕은 메타코멧 등 다른 이름으로도 알려져 있으며, 마사소이트 아들 중 왐파노아그 족의 추장의 자리를 승계한 가문의 훌륭한 지도자였다. 그는 형 와무숫타(별명 알렉산더)의 1662년 갑작스런 죽음으로 추장을 계승하게 되었다.
전쟁의 원인이 된 것은 늘어난 영국인 개척자와 그만큼 늘어난 그들의 토지 수요였다. 인디언의 토지 구입이 늘어남에 따라 인디언은 좁은 영토로 제한되게 되었다. 필립 왕 같은 인디언 지도자들은 점점 잃어가는 토지에 분개를 했고, 그것을 연기하거나 혹은 역전시킬 수 있는 방법을 찾고 있었다. 특히 관심이 쏠리고 것은 스완지 타운 건설이었고, 거곳은 왐파노아그 족의 수도 마운트 호프에서 몇 마일 밖에 떨어져 있지 않은 곳이었다. 플리머스 의회가 군사력을 사용하여 왐파노아그 족의 토지를 마을의 개척자에게 매각하도록 강제하기 시작했다.
분쟁의 계기가 된 것은 1675년 존 사사몬이라는 "기도하는 인디언"(기독교로 개종한 인디언)의 죽음이었다. 사사몬은 필립 왕의 조언자이며 친구이기도 했지만, 사사몬이 기독교로 개종하자 두 사람은 결별했다. 사사몬의 살인 혐의로 기소된 사람은 필립 왕의 가장 상위의 부관 중 한명이었다. 12명의 영국인과 6명의 기도하는 인디언 배심원은 살인죄 혐의를 받고 있는 피고인 인디언에게 사형을 선고했다. 오늘날까지 필립 왕의 부하가 실제로 살인을 저질렀는 지에 대해서는 논란이 제기되고 있다.
필립 왕은 마운트 호프에 가까운 그 본거지에서 전투 준비를 시작했으며, 영국인 농장을 덮쳐 그 자산의 약탈했다. 이에 대응하여 죠시아 윈슬로 주지사는 민병대를 소집하고, 필립 왕의 본거지를 향해 진군을 시작하여 전쟁이 시작되었다.
필립 왕의 부하들은 무장하지 않은 여성이나 아이를 몸값을 받기 위해 공격했다. 그런 공격의 하나로, 메리 로란드슨을 사로잡아, 그 작은 아이를 죽였다. 포로가 된 로란도슨의 비망록은 당시 인디언 문화에 대해 많은 정보를 주는 자료가 되었다.
전쟁은 1675년에서 다음 해까지 계속되었다. 영국인은 인디언을 전투에 이끌어 내려고 했지만, 인디언이 이를 피해했기 때문에 번번히 좌절되었다. 그들은 영국인들을 당황케 하는 게릴라 전술을 이용했다. 벤자민 처치 대장은 우호적인 인디언의 협력을 구하는 움직임을 계속하고 있었으며, 필립 왕의 평지에도 인디언과 싸우는 법을 배우려고 했지만, 어느 인디언도 잠재적인 적이라고 생각되는 플리머스의 지도자들에게 그 방법을 알려주지는 않았다. 마지막으로, 윈슬로 지사와 플리머스의 군사 지도자 윌리엄 브래드퍼드 소령(죽은 윌리엄 브래드퍼드 주지사의 아들)이 당황했고, 처치에게 영국인과 인디언 연합군을 만들 권한을 부여했다. 처치는 사코넷토와 동맹을 맺고 연합군으로 큰 싸움을 피하고 있던 필립 왕을 추적하기 시작했다. 1676년 7월에 처치의 부대는 수백 인디언을 큰 전투 없이 잡았지만, 필립 왕은 번번히 탈출했다. 처치는 영국 측에 전향한 인디언 포로를 사면시켜 주는 허가를 받았기 때문에 그 부대는 크게 증가하였다. 필립 왕은 결국 포카셋 인디언에게 살해되었고, 전쟁은 곧 압도적인 영국군의 승리로 끝났다.
이 전쟁에서 영국 성인 남성 인구의 8%가 죽은 것으로 추정되었지만 대부분의 기준으로는 큰 숫자이다. 그러나 인디언에게 준 충격은 더욱 컸다. 많은 사람이 죽었고, 도망갔으며, 노예로 버뮤다 등 타처로 팔려나갔기 때문에, 뉴잉글랜드 인디언 인구는 60% 내지 80%가 감소했다.

#### 이후의 역사
1686년 이 지역 전체가 뉴잉글랜드 자치령이라는 하나의 정부조직으로 개편되었다. 자치령은 플리머스 식민지 외에, 로드 아일랜드, 매사추세츠 만, 코네티컷 및 뉴햄프셔 각 식민지가 포함되어 있었다. 1688년에는 뉴욕, 웨스트 저지 및 이스트 저지가 추가되었다. 자치령의 총독은 에드먼드 안드로스가 임명되었지만, 별로 지지를 얻지 못해 자치령은 오래 지속되지 못했다. 플리머스 식민지는 반발하여 1688년 4월 자치령에서 탈퇴했고, 자치령 전체는 1688년 명예혁명 때 붕괴되었다. 그러나 플리머스 식민지의 자치권 회복도 오래가지 않았다. 인크리스 메더가 이끄는 뉴잉글랜드 대표단이 자치령 시대에 비활성화된 식민지 임차권을 반환 받기 위해 영국 본국으로 가서 협상을 했다. 플리머스 식민지에 사태를 더욱 악화시킨 것은 원래 설립 때부터 정식 임차권을 얻고 못한 것이었다. 플리머스가 정식 임차권을 얻으려는 희망은 이뤄지지 않았고, 플리머스 식민지는 매사추세츠 만 식민지에 합병시킨다는 새로운 허가서가 내렸왔다. 플리머스 식민지를 종식시킨 공식 선언일은 1691년 10월 17일이었고, 윌리엄 핍스가 새로운 칙허를 가지고 돌아온 1692년 5월 14일 효력을 발생시켰다. 플리머스 의회의 마지막 공식 소집일은 1692년 6월 8일이었다.

## 같이 보기
- 필그림 파더스
- 추수감사절
- 메이플라워 호